# سیارک ۱۱۱۸
سیارک ۱۱۱۸ (به انگلیسی: 1118 Hanskya، نامگذاری:1927QD) هزار و صد و هجدهمین سیارک کشف شده‌است که در ۲۹ اوت ۱۹۲۷ و در رصدخانه سایمیز کشف شد.
قدر مطلق سیارک برابر ۹٫۵۰ است.